# Tetracme glochidiata
Tetracme glochidiata là một loài thực vật có hoa trong họ Cải. Loài này được Pachom. miêu tả khoa học đầu tiên.